# Förenta nationernas klimatkonferens 2015
Förenta nationernas klimatkonferens 2015 (COP21) ägde rum mellan den 30 november och 12 december 2015 i Paris, Frankrike och var den största samlingen av världsledare någonsin. Mötet hålls årligen mellan parterna i Förenta nationernas ramkonvention om klimatförändringar (UNFCCC, eller klimatkonventionen) och detta var det 21:a i ordningen. Konferensen har också funktion som 11:e mötet mellan parterna i Kyotoprotokollet (CMP11). Målet för politiker och förhandlare uppnåddes, nämligen att för första gången i historien komma överens om ett klimatavtal, det så kallade Parisavtalet, i vilket alla världens länder förbinder sig att bidra till en minskning av växthusgaser. Avtalet blev juridiskt bindande 4 november 2016, 30 dagar efter att 55 länder ansvariga för minst 55 % av utsläppen undertecknat det. Detta var bara några dagar innan det uppföljande mötet (COP22) inleddes i Marrakech.
Ett förväntat resultat enligt arrangörerna var att den globala uppvärmningen skulle begränsas till under 2 grader Celsius år 2100 jämfört med innan industrialismens början. Forskarna i FN:s klimatpanel 2009 har bedömt att detta krävs för att undvika allvarliga klimatkatastrofer. Ett sådant resultat kräver i sin tur att utsläppen av växthusgaser minskas med mellan 40 och 70 procent till år 2050 jämfört med 2010, och når en nollnivå år 2100, enligt FN:s klimatpanel. Detta mål överträffades av avtalet, som om det följs bedöms innebära endast 1,5 grads klimatuppvärmning.

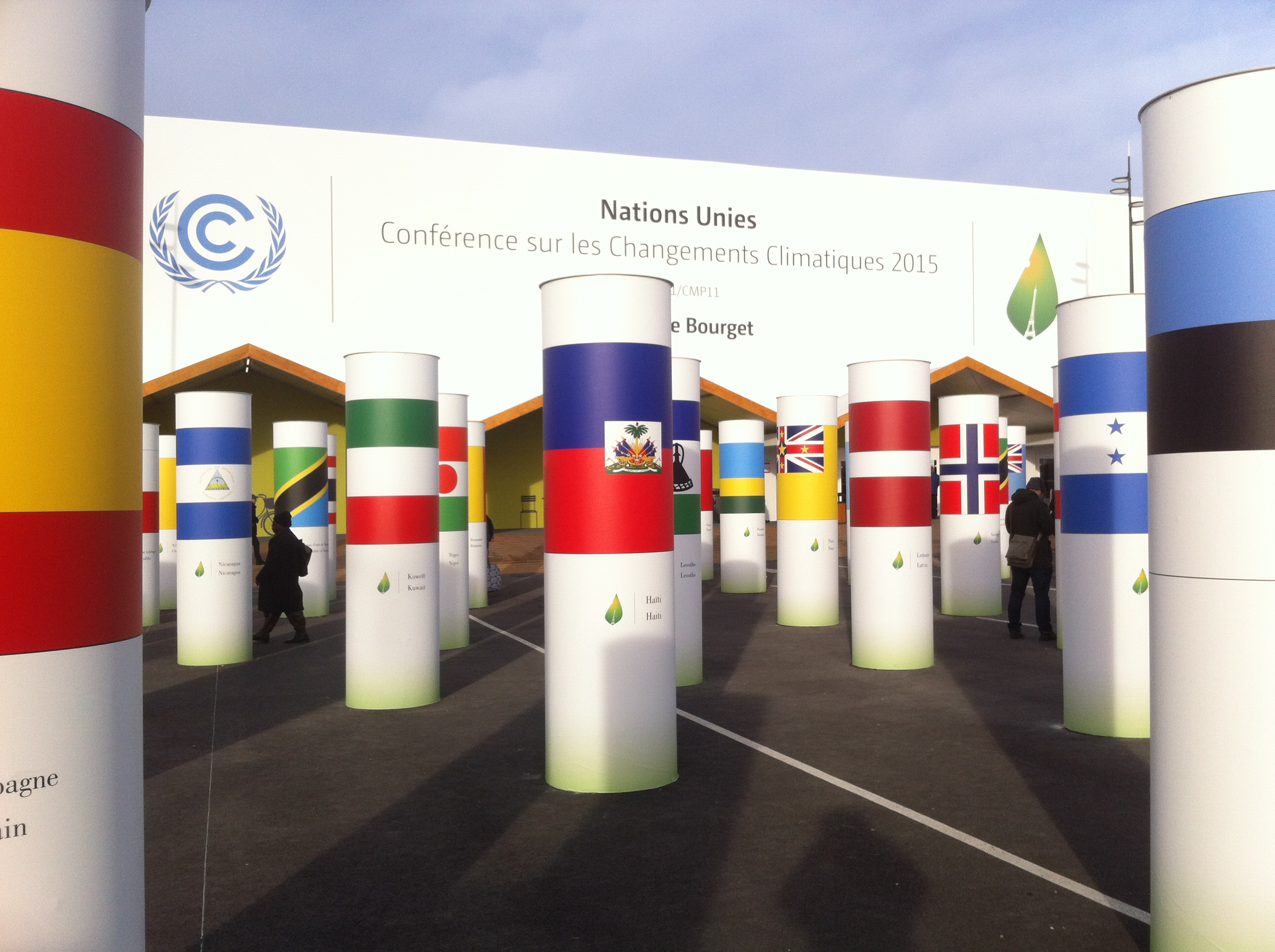
Utanför förhandlingarna i Le Bourget, strax norr om Paris.

Inför konferensen hade 146 nationella klimatpaneler publikt redovisat sina förslag till nationella klimatbidrag (så kallade Intended Nationally Determined Contributions, INDC:s) innan den 1 oktober 2015. Dessa åtaganden uppskattades begränsa den globala uppvärmningen till 2,7 grader Celsius år 2100. Sverige lämnade inte något eget bidrag, utan hänvisade till EU:s förslag till INDC som utlovar en 40-procentig minskning av utsläppen till år 2030 jämfört med 1990.
Förväntningarna på mötet var stora, då de Conference of the Parties (COP) för United Nations Climate Change conference som föregått 2015 till stora delar hade gått ut på att förbereda ett avtal för 2015 och vara implementerat år 2020. Förberedande förhandlingar hölls under en för-COP-konferens i Bonn 19-23 oktober 2015, med miljöministrar från hela världen. Vid mötets inledning deltog från Sverige bland andra statsminister Stefan Löfven och kung Carl XVI Gustaf, för att sedan lämna över till klimat- och miljöminister Åsa Romson och chefsförhandlare Anna Lindstedt. Romson hade sedan en roll som medlare i två större ämnesområden under mötet.

## Bakgrund

En jämförelse av 1990 och 2012:s totala utsläpp och utsläpp per invånare för de 40 länder med högst koldioxidutsläpp. Data från EU:s databas Edgar.

Grunden till mötet är de klimatförändringar som sker på grund av mänsklig aktivitet och framför allt FN:s klimatpanels rapporter som sammanfattar den aktuella forskningen på området. Den första rapporten släpptes år 1990 och bekräftade existensen av global uppvärmning och ledde fram till att klimatkonventionen (UNFCCC) antogs på FN:s konferens om miljö och utveckling i Rio 1992. Syftet med klimatkonventionen var att minska utsläppen av växthusgaser, men innehöll inga bindande krav. Avtalet blev dock en grund till Kyotoprotokollet som blev överenskommet på det tredje mötet som följde upp klimatkonventionen (UNFCCC) i Kyoto, Japan, 1997. Det trädde i kraft 2005 och innebar bindande utsläppsminskningar för industriländerna mellan åren 2008 och 2012.
På Förenta nationernas klimatkonferens på Bali 2007 (COP13) började diskussionerna om hur det avtal som skulle efterfölja Kyotoprotokollet efter att detta gick ut 2012 skulle se ut. På det femtonde mötet som följde upp klimatkonventionen (UNFCCC) förväntades ett nytt avtal läggas fram. Det mycket uppmärksammade mötet som hölls i Köpenhamn 2009 ledde inte till något bindande avtal till mångas besvikelse. Först när utgången av Kyotoprotokollet närmade sig 2012 och klimatmötet i Doha, Qatar (COP18) hölls kom man överens om en förlängning av avtalet fram till 2020.
Följande klimatkonferens (COP16) i Cancún, Mexiko, år 2010 skapades bland annat FN:s gröna klimatfond (Green Climate Fund, GCF). Syftet var att investera i projekt som minskar och begränsar utsläppen i utvecklingsländer, samt anpassar sårbara samhällen till konsekvenser av klimatförändringarna.
År 2011 hölls COP17 i Durban, Sydafrika, och där påbörjades arbetet med ett nytt globalt och bindande avtal för det gemensamma arbetet bortom 2020. Det beskrivs som en vändpunkt i klimatförhandlingarna eftersom regeringarna tydligt visade att de förstod behovet av ett sådant avtal. Under 2015 hölls sedan förberedande förhandlingsmöten inför COP21: i Genève, Schweiz, i februari och i Bonn, Tyskland, i juni, augusti - september och oktober.

## Inför mötet
Efter terrordåden i Paris i november ifrågasattes det huruvida konferensen skulle genomföras på grund av det förändrade säkerhetsläget, men den franska regeringen menade att det skulle vara att ge efter för terroristerna. Klimatkonferensen  hölls alltså som planerat och tanken var också att det blev ett tillfälle för världens ledare att visa enighet mot fanatism och terrorism, förutom att komma överens om ett klimatavtal. Två demonstrationer som hade planerats in under mötet ställdes dock in eftersom det var förbjudet att demonstrera i samband med klimatmötet. Istället ställdes 20 000 par skor ut på Place de la République söndagen den 29 november 2015. Ett av paren skor som ställdes ut var från Förenta nationernas generalsekreterare Ban Ki-moon. Detta för att markera för alla dem som hade för avsikt att demonstrera men som blev tvingade till att avstå. En del av de tilltänkta demonstranterna bildade istället en levande kedja från Place de la République till Place de la Nation. Andra trotsade demonstrationsförbudet i Paris, men polisen skingrade demonstrationen med tårgas och grep 100 personer. På andra platser runt om i världen pågick klimatmanifestationer dagen innan konferensens inledning.

## Mål och förväntningar

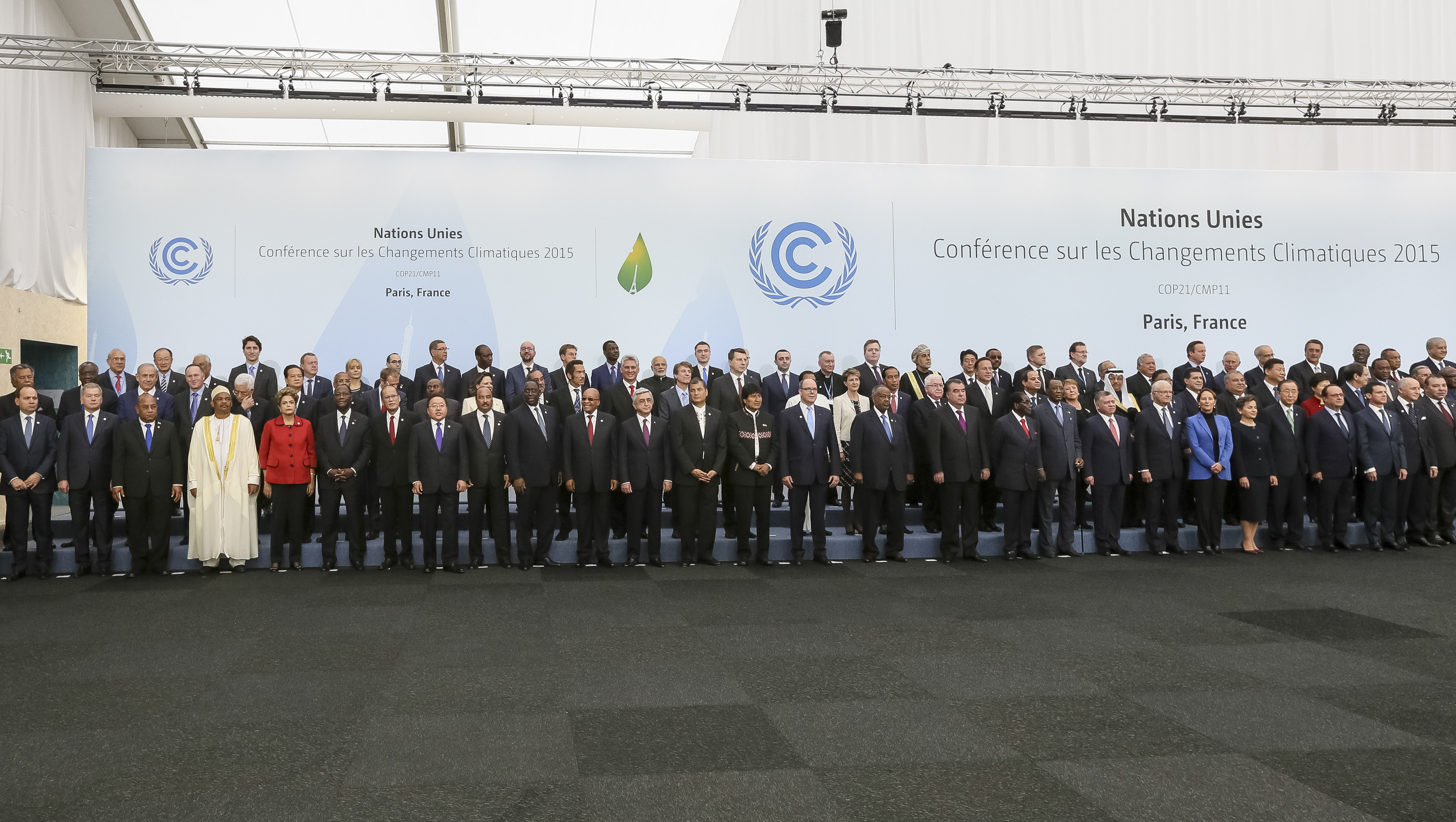
Deltagarna för mötet uppställda för fotografering.

Mötet beräknades få stor uppslutning och därmed bli ett av världens största toppmöten någonsin. Målet var att komma överens om ett nytt globalt och bindande klimatavtal som ska gälla från och med 2020. I grunden handlade det om att begränsa den globala uppvärmningen till 2 °C för att förhindra farliga konsekvenser för ekosystem och människors överlevnad, vilket skulle kräva en minskning av växthusgasutsläppen med 70 % till 2050 jämfört med 2010. Därutöver var frågan om klimaträttvisa avgörande, det vill säga vilka länder som har en historisk skuld och ansvar för de klimatförändringar som redan har skett, samt vilka länder som har råd att agera.
Förväntningarna på mötet var stora eftersom det av många anses vara sista chansen att nå ett avtal som kan förhindra de värsta klimatförändringarna. Somliga menade att möjligheten att komma överens också var större än tidigare, eftersom de deltagande länderna själva hade fått ange hur stora utsläppsminskningar de hade ambitionen att genomföra. Dessa minskningar skulle sedan kunna justeras med jämna tidsintervall när målen var möjliga skärpas. På så sätt formades avtalet nerifrån istället för att tvingas på uppifrån och förhoppningsvis skulle då alla länder, oavsett förutsättningar, känna ett ansvar för att bidra till den förändring som måste ske.
Samtidigt var inte förhoppningarna inför mötet särskilt stora. För att hålla den globala uppvärmningen under 2 °C krävdes större åtaganden än de som länderna hittills hade utlovat, och framför allt att löftena faktiskt genomfördes.
Till mötet fanns också försök att få privata aktörer, företag och städer att delta. Ett led i detta var FN:s databas NAZCA där klimatlöften kan registreras, som öppnade 2014 för att dels vara ett påtryckningsmedel gentemot regeringar och dels vara en säkerhet ifall inte världens länder skulle komma överens. Inte heller dessa initiativ är dock nog för att nå tvågradersmålet.

## Avtalet

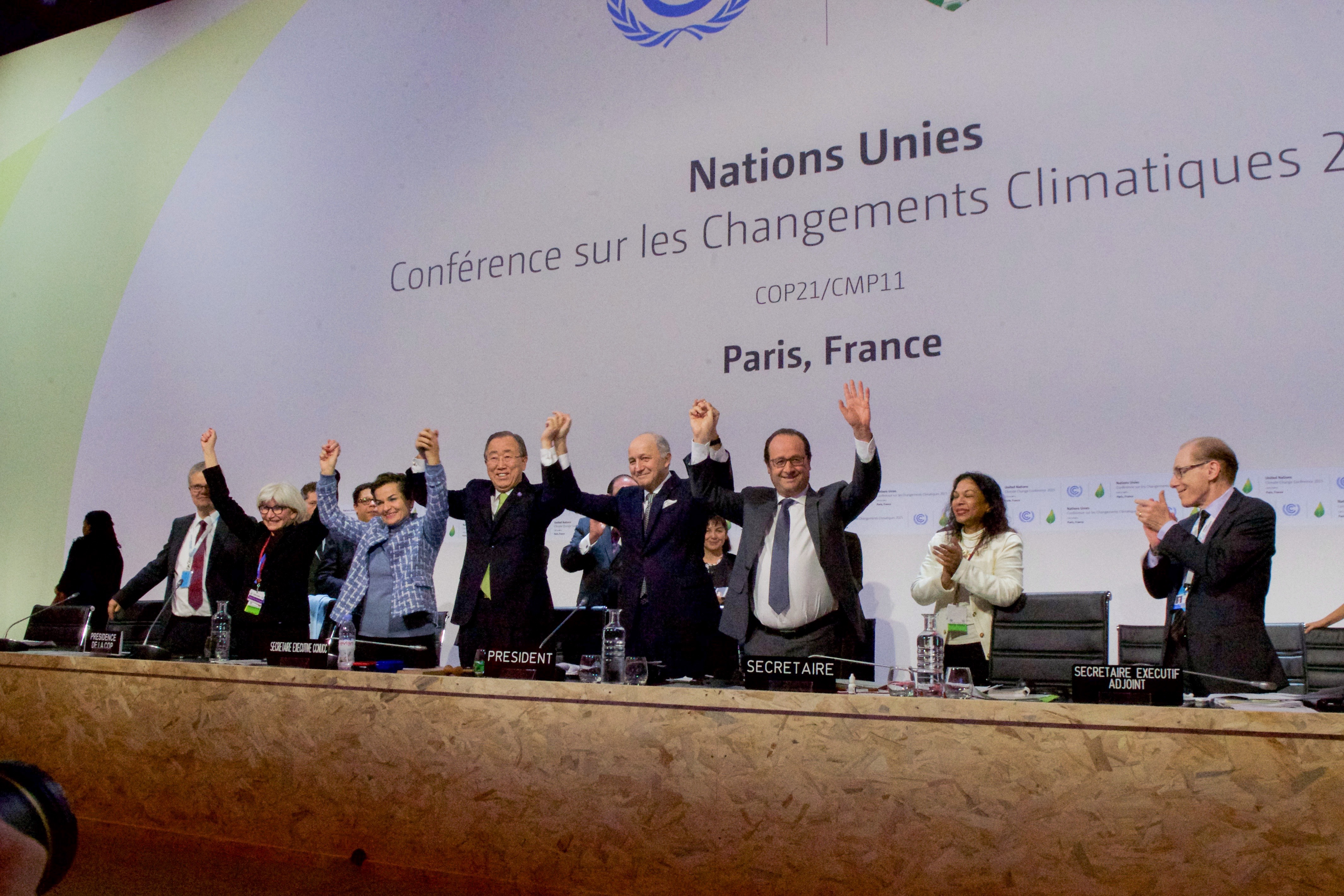
Frankrikes utrikesminister, FN:s generalsekreterare och Frankrikes president efter att 196 länder kommit överens om ett bindande avtal.

I det överenskomna avtalet åtar sig varje land bidra till att den globala uppvärmningen ska bli mindre än 2 °C samt en intention om att göra ytterligare ansträngningar för den globala uppvärmningen ska bli begränsad till 1,5 °C. Dessutom ska världens länder vart femte år se över sina löften och helst även ge nya löften om att ytterligare minska utsläpp av växthusgaser. Dessutom ska världens rika länder från och med år 2020 bidra med 100 miljarder dollar årligen för att minska skadorna från det varmare klimatet hos fattigare länder. Avtalet vann laga kraft den 4 november 2016, men redan den 22 april skrevs avtalet under av representanter från en majoritet av världens länder.

## Demonstrationer
Under dagen den 12 december, innan avtalet var helt klart, hölls flera demonstrationer runt om i Paris. På morgonen organiserade Friends of the Earth, Frankrike omkring 3 000 personer som spred ut sig över Paris och med hjälp av sina telefoner taggade sig själva på en karta online och gemensamt skrev budskapet "CLIMATE JUSTICE PEACE".
Den planerade marschen  hade, liksom demonstrationen inför mötet, blivit inställd på grund av säkerhetsläget, och också den manifestation som bland annat 350.org planerade istället förbjöds. Samma morgon tilläts manifestationen dock plötsligt av fransk polis och kunde genomföras på avenyn mellan Triumfbågen och la Défense. Där samlades omkring 15 000 personer klädda i rött för att bilda en röd linje som symboliserade de gränser för klimatet som inte får passeras, det vill säga en uppvärmning på 1,5 °C. Det hölls också en tyst minut för offer för klimatförändringen. Manifestationen beskrevs bestå av "färg, utklädnader och glatt humör", men var samtidigt önskan om att få sista ordet i förhandlingarna och innebar också starten på en stor mobilisering inför framtiden.
Under eftermiddagen hölls också en demonstration på Marsfältet vid Eiffeltornet, som avslutades med tal av bland andra Naomi Klein.